# Angus Lyell Collier
Angus Lyell Collier, britanski general, * 1893, † 1971.